# 千葉県道196号湖北停車場線

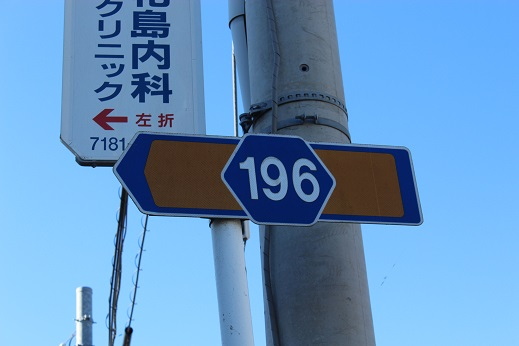
湖北駅入口交差点にて

千葉県道196号湖北停車場線（ちばけんどう196ごう こほくていしゃじょうせん）は、千葉県我孫子市を起点・終点とする一般県道。JR成田線湖北駅と国道356号を連絡する。

## 概要
- 起点：我孫子市中里 湖北駅前 - 駅北口よりやや東よりの交差点。
- 終点：我孫子市中峠 湖北駅入口交差点（国道356号接続）
- 総延長：0.280 km（柏土木事務所管内：0.280 km）
- 重用延長：0.0 km（柏土木事務所管内：0.0 km[1]）
- 実延長：0.280 km（柏土木事務所管内：0.280 km[1]）
- 認定年月日：1955年（昭和30年）3月4日

## 通過する自治体
- 千葉県
  - 我孫子市

## 交差・接続する道路
- 国道356号（湖北駅入口交差点）

## 周辺の施設
沿線は住宅地で、商店や医院などが見られる。
- 湖北駅
- 湖北青果市場